# 反转人生
《反转人生》（英語：Wished），是一部于2017年上映的都市喜剧电影。由夏雨、闫妮、潘斌龙、宋茜、宁静领衔主演，2017年6月29日于中国大陆上映。

## 演员列表

### 主要演员
| 演员姓名 | 角色名称 | 介绍                          |
| 夏雨     | 马奋斗   | 土地婆挑中達成願望的主人公    |
| 闫妮     | 上官芙蓉 | 土地婆幫馬奮鬥完成願望        |
| 潘斌龙   | 李飞     | 馬奮鬥好友兼室友              |
| 宋茜     | 任姗姗   | 馬奮鬥還愛著的前女友          |
| 吳大維   | 姚紅門   | 任姍姍的新男友 (特別演出)     |
| 王寶強   | 晴天虎   | 百變鋼鐵汽車配音 (特別演出)   |
| 宁静     | 陳老師   | 馬奮鬥高中老師 (特別演出)     |
| 吳彥祖   | 李彥祖   | 李飛幻想自己偶像 (特別演出)   |
| 包貝爾   | 小羅     | 馬奮鬥同學 (特別演出)         |
| 雷佳音   | 交通警察 | 幫馬奮鬥開路的警察 (特別演出) |

## 电影歌曲
| 曲别   | 歌名     | 演唱者         | 作词   | 作曲   |
| 推广曲 | 三五得几 | 王祖蓝、陈子由 |        |        |
| 片尾曲 | Forever  | 徐歌阳         | 徐歌阳 | 徐歌阳 |